# Varsovia
Die Varsovia ist eine Ro-Pax-Fähre der polnischen Reederei Polferries. Sie wurde im Juli 2024 zwischen Świnoujście und Ystad in Dienst gestellt.

## Geschichte
Die Fähre wurde unter der Baunummer NB 237 auf der italienischen Werft Cantiere Navale Visentini gebaut und am 1. Juli 2024 abgeliefert. Sie ist der bis dahin größte Neubau der Werft und die größte Fähre von Polferries sowie der erste Neubau für die Reederei seit 20 Jahren. Sie wurde im Juli 2024 zwischen Świnoujście und Ystad in Dienst gestellt, wo sie die Fähren Cracovia und Baltivia ersetzt.
Die Fähre ist von Polferries für zunächst zehn Jahre von Cantiere Navale Visentini gechartert. Nach sechs Jahren besteht eine Kaufoption. Entworfen wurde die Fähre von NAOS Ship and Boat Design.

## Technische Daten und Ausstattung
Die Fähre wird von zwei Wärtsilä-Dual-Fuel-Motoren mit jeweils 11.580 kW Leistung angetrieben. Die Motoren wirken auf zwei Verstellpropeller. Für die Stromerzeugung stehen zwei von den Hauptmotoren angetriebene Wellengeneratoren sowie zwei von Dieselmotoren mit jeweils 2.000 kW Leistung und ein von einem Dual-Fuel-Motor mit 1.600 kW Leistung angetriebene Generatoren zur Verfügung. Das Schiff verfügt über zwei mit jeweils 1.800 kW Leistung angetriebene Bugstrahlruder.
Die Fähre verfügt über vier feste Fahrzeugdecks (Deck 1 bis 4) mit 2.875 Spurmetern. In Deck 4 ist zusätzlich ein höhenverstellbares Deck eingehängt. Das Fahrzeugdeck auf Deck 3 (Hauptdeck) ist über eine Heckrampe zugänglich. Deck 1, 2 und 4 sind jeweils über feste Rampen vom Deck 3 aus zugänglich. Die Zufahrt zum höhenverstellbaren Deck 5 erfolgt über eine ebenfalls höhenverstellbare Rampe von Deck 4 aus. Die nutzbare Höhe auf Deck 1 beträgt 2 m, auf Deck 2 sind es 4,58 m, auf Deck 3 und 4 jeweils 5,2 m und auf Deck 5 2,4 m. Die Fahrzeugkapazität der Fähre wird mit rund 140 Lkw und 200 Pkw angegeben.
Die Passagierkapazität der Fähre beträgt 976 Personen. Für sie stehen 230 Vierbettkabinen und 107 Ruhesessel zur Verfügung. An Bord befinden sich unter anderem ein Restaurant und eine Bar für die Passagiere.
Die Brücke befindet sich im vorderen Bereich des Schiffes. Sie ist über die gesamte Breite geschlossen. Zur besseren Übersicht beim An- und Ablegen und dem Manövrieren in engen Fahrwassern gehen die Nocken etwas über die Schiffsbreite hinaus.